# Aknaghbyur (Askeran)
Garabulag (in azero Qarabulaq) o Aknaghbyur (in armeno Ակնաղբյուր?) è una comunità rurale nel distretto di Xocalı in Azerbaigian, fino al 2024 appartenente alla Regione di Askeran nella repubblica di Artsakh (fino al 2017 denominata repubblica del Nagorno Karabakh).
Conta poco più di mezzo migliaio di abitanti e sorge in una verde area collinare nella parte più meridionale della regione, quasi al confine con la regione di Martuni.
Ha dato i natali al generale Arshavir Gharamyan, dal 2014 a capo del Servizio di Sicurezza nazionale dello Stato.